# ادریس الحریشی
ادریس الحریشی (انگلیسی: Driss Lahrichi؛ زادهٔ ۲ دسامبر ۱۹۹۷) شناگر است. وی در بازی‌های المپیک تابستانی ۲۰۱۶ شرکت کرده‌است.